# Yehuda Gruenfeld

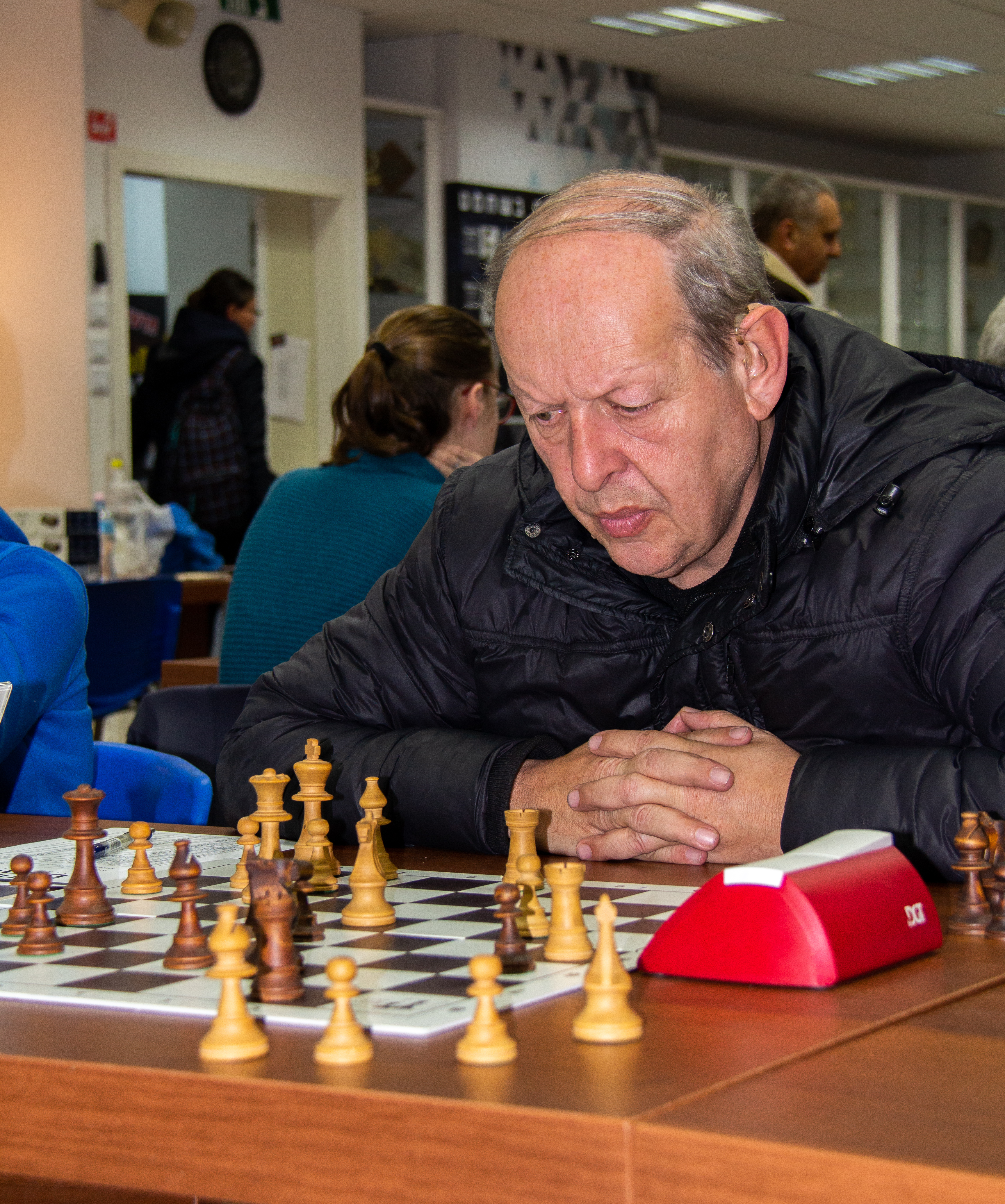
Yehuda Gruenfeld

Yehuda Gruenfeld (Hebreeuws: יהודה גרינפלד) (Dzierżoniów, 28 februari 1956) is een Pools-Israëlische schaker met een FIDE-rating van 2471 in 2005 en 2440 in 2016. Hij is een grootmeester. 
In 1974 werd hij Israëlisch schaakkampioen bij de jeugd, in 1982 en 1990 werd hij nationaal kampioen bij volwassen spelers.
In 1978 werd hij gedeeld 2e-5e in Skien en won hij in Gausdal. In 1979 werd hij gedeeld 1e-2e in Biel en werd in Luzern 2e in het zonetoernooi. In datzelfde jaar eindigde hij als 12e bij het interzonetoernooi in Riga dat werd gewonnen door Mikhail Tal.
In 1980 haalde hij de volgende resultaten: gedeeld 3e in Beer Sheva, gedeeld 2e in Lugano, gedeeld 2e in Gausdal, gedeeld winnaar in Oberwart, gedeeld 2e in Ramat Hasjaron, en winnaar in Biel. In 1981 werd hij gedeeld winnaar in Lugano, en winnaar in New York. 
In 1982 werd Gruenfeld kampioen van Israël. In 1984  won hij in Dortmund. In 1985 eindigde hij op een gedeelde eerste plaats met Maxim Dlugy en Dmitry Gurevich op het 13e World Open schaaktoernooi van Philadelphia. In 1987 won hij het zonetoernooi in München.  In 1987 eindigde hij op een gedeelde 8ste plaats in het interzonetoernooi in Zagreb dat werd gewonnen door  Viktor Kortsjnoj. In 1990 werd hij voor de tweede keer kampioen van Israël. 
Gruenfeld kwam in zes Schaakolympiades uit voor Israël:
- In 1978, aan het 2e reservebord in de 23e Olympiade in Buenos Aires (+2 –0 =7);
- In 1980, aan het 3e bord in de 24e Olympiade in Valletta (+6 –3 =2);
- In 1982, aan het eerste bord in de 25e Olympiade in Luzern (+2 –2 =7);
- In 1984, aan het eerste bord in de 26e Olympiad in Thessaloniki (+3 –4 =4);
- In 1990, aan het 2e  bord in de 29e Olympiade in Novi Sad (+0 –3 =5);
- In 1992, aan het eerste reservebord in de 30e Olympiade in Manilla (+4 –1 =4).

FIDE verleende hem in 1978 de titel  Internationaal Meester (IM), en in 1980 de titel  Internationaal Grootmeester (GM). 
Gruenfeld is doof, maar kan spreken en liplezen. In de Schaakolympiade van 2014 speelde hij aan bord 1 van het "International Chess Committee of the Deaf" team.